# Ludwig Leitner
Ludwig Leitner (Mittelberg, 24 de febrero de 1940-ib. 21 de marzo de 2013) fue un esquiador alpino y campeón del mundo alemán.
Leitner se proclamó en campeón del mundo en la prueba de la combinada en Innsbruck en 1964. Consiguió dos medallas de bronce en la misma prueba en 1962 y 1966.
Leitner compitió en los Juegos Olímpicos de 1960, donde acabó cuarto en la prueba de eslalon. En los Juegos Olímpicos de Innsbruck de 1964, acabó quinto en la prueba de eslalon y quinto en el descenso.